# Santa Clara (Cajatambo)
Santa Clara es una localidad peruana ubicada en el distrito de Manás, perteneciente a la provincia de Cajatambo del departamento de Lima, al centro oeste del Perú. 

## Ubicación
Santa Clara se ubica al noroeste de la provincia de Cajatambo, en el distrito de Manás, en el departamento de Lima.

## Demografía
En 2017 Santa Clara tenía una población de 7 habitantes y 16 viviendas.
| Gráfica de evolución demográfica de Santa Clara entre 1993 y 2017 |
|                                                                   |
| Fuentes: Población 1993 y 2017                                    |